# Bidjarmatta

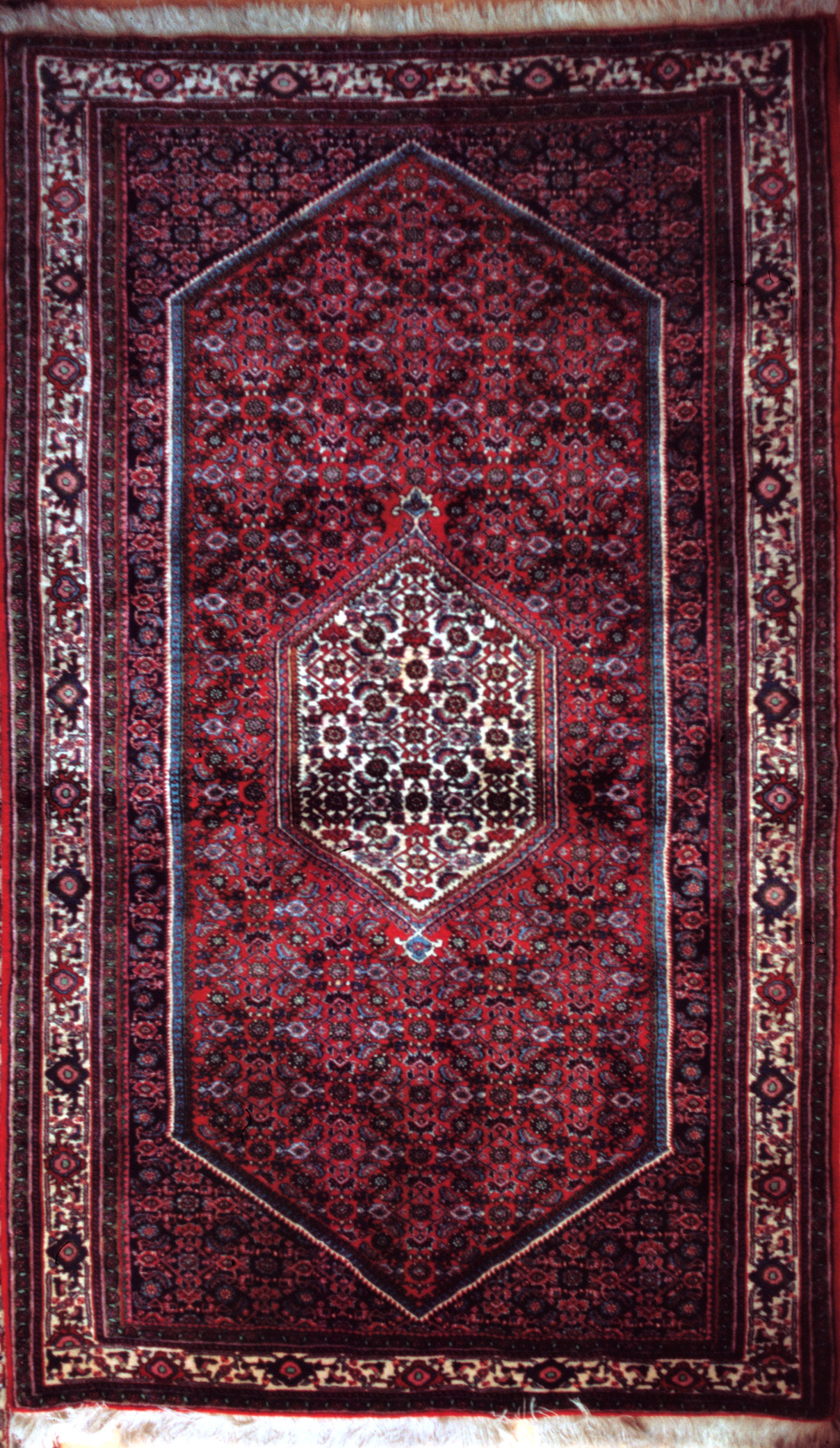
Bidjarmatta med heratimönster

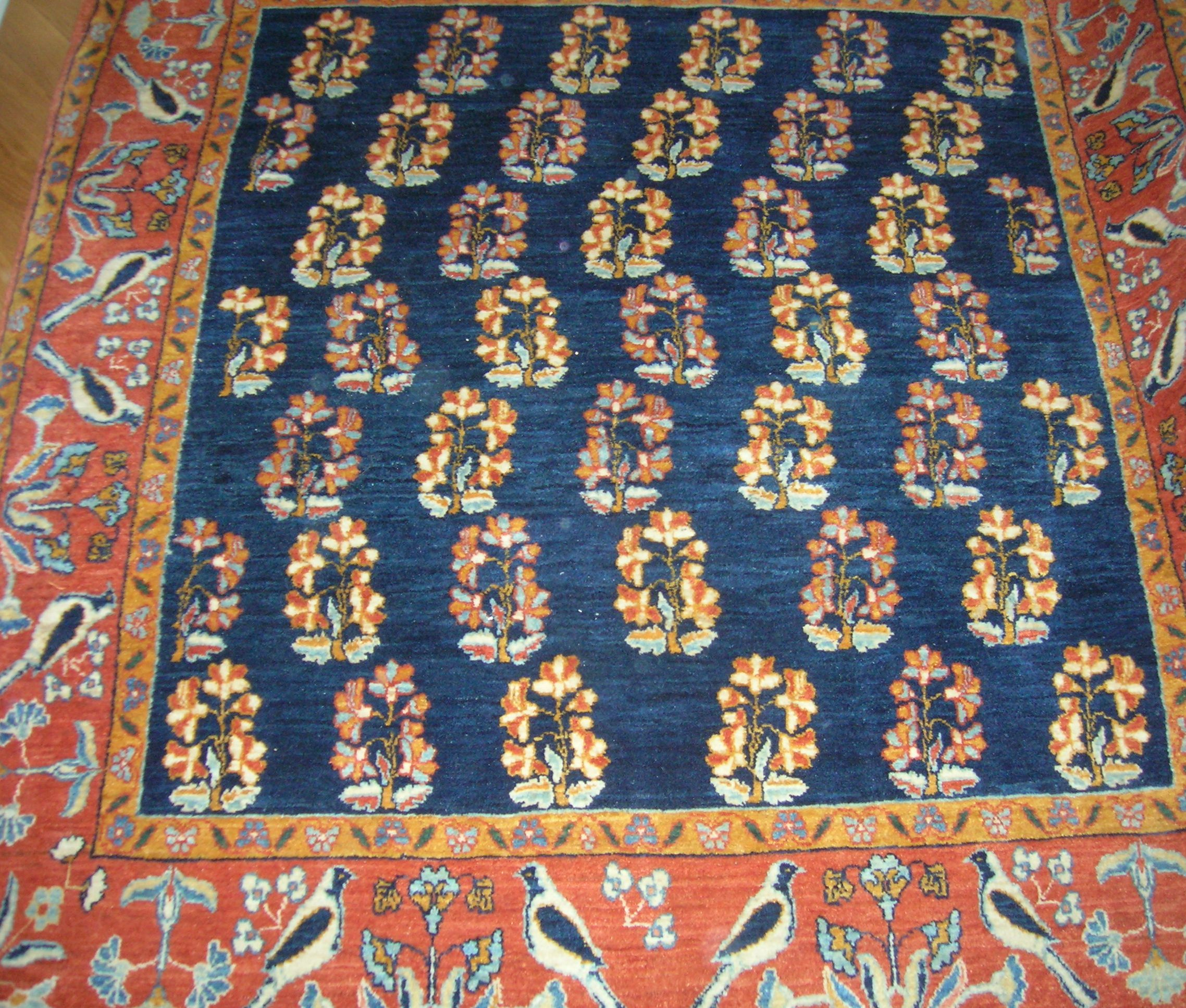
Bidjarmatta

Bidjarmatta är en orientalisk matta, som kommer från staden Bidjar i Iran, vanligen tillverkade av kurder.
Färgerna är i regel mörka: rött och blått med beige insprängt. Mönstren understryker enformigheten och medaljong- och hörnmotiven är i regel små. 
Mattorna är knutna med turkisk knut. Oftast framställs dessa mattor på dubbel varp.